# ホイトリンク四重奏団
ホイトリンク四重奏団（Heutling Quartett）は、ドイツの弦楽四重奏団。
- ホイトリング四重奏団

ハノーファーでヴェルナー・ホイトリンクにより1958年に結成された。第二ヴァイオリンはオズワルド・ガッテルマン(Oswald Gattermann, 1922年5月13日ハンブルク - 2005年12月)、ヴィオラはエーリヒ・ボールシャイト(Erich Bohlsheid, 1929年7月15日ケルン - 2006年10月)、チェロはコンラート・ヘスラー(Konrad Haesler, 1937年3月25日ヴァイマル - )がそれぞれ担当した。